# Borceguí

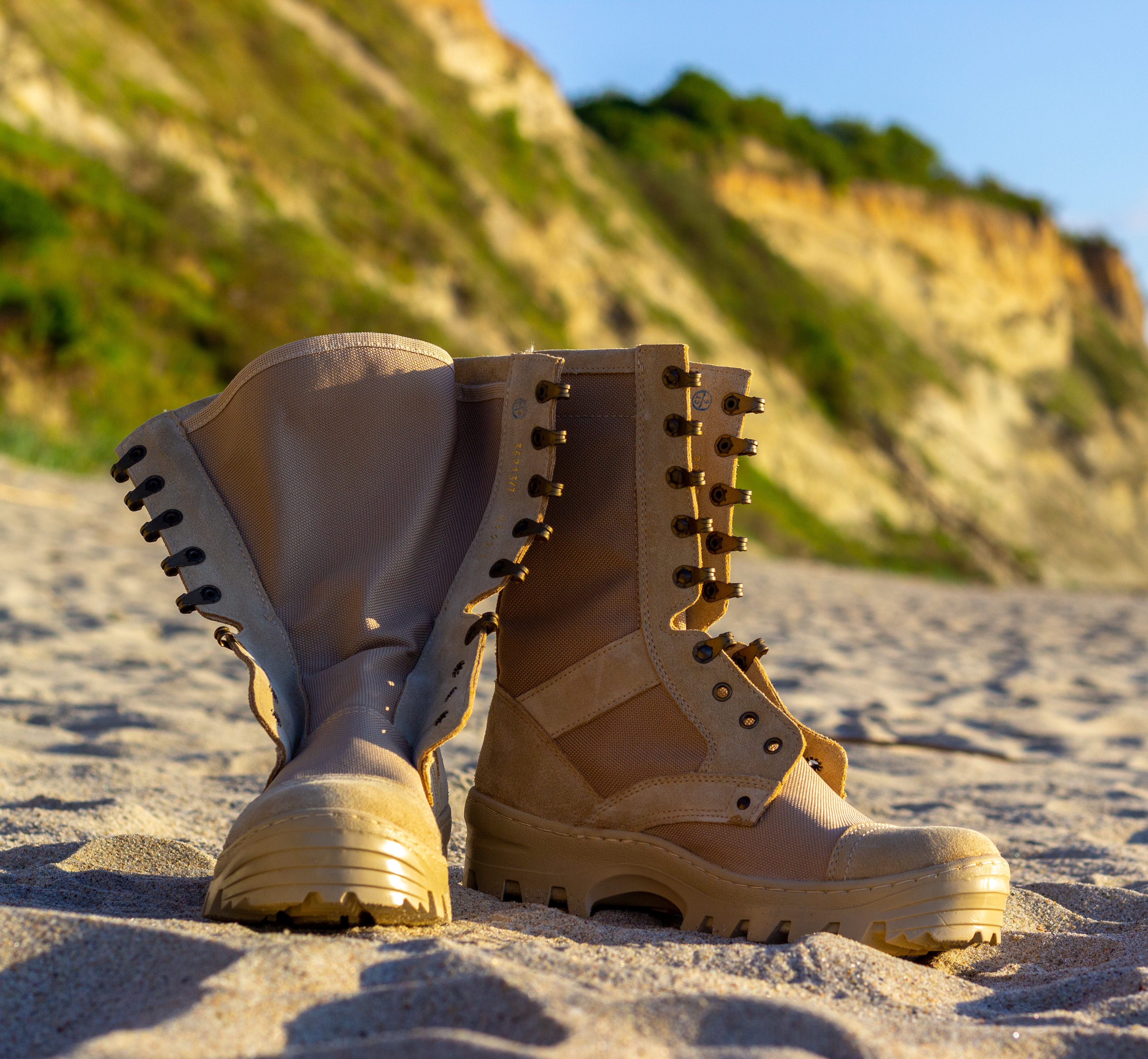
Botas de media caña militares.

El borceguí es un tipo de calzado utilizado en España durante la Edad Media. Puede considerarse una bota que cubría la pierna hasta la altura de la rodilla. Parece ser que tiene un origen hispanomusulmán y se fabricaban en piel muy fina para que pudiera adaptarse bien a las piernas, por lo que eran muy similares al calzado denominado calzas. En el Museo del Ejército de Toledo se conservan dos borceguíes que pertenecían a Boabdil el Chico cuando fue derrotado en la batalla de Lucena que tuvo lugar el 20 de abril de 1483.  En la actualidad, en determinados países, sobre todo Argentina y Perú, se utiliza la palabra borceguí para describir los botines que se emplean para uso militar.

## Actualidad
En la Armada Española se utiliza el término borceguí para designar la bota de media caña que forma parte de la uniformidad de la marinería.
En algunos países, sobre todo Argentina, se emplea el término 'borcego' en la actualidad para describir las botas militares o las que se emplean para cazar o la montaña; aunque en general el término más utilizado para describir este tipo de calzado en la mayor parte de los países que utilizan el español es el de botas de media caña. Las botas de uso militar (llamadas borgeguíes en algunos países de habla hispana) han sido concebidas para proveer una óptima combinación de agarre, estabilidad del tobillo, y protección al pie apropiada para terrenos agrestes. Tradicionalmente los borceguíes son fabricados de cuero tratado y endurecido, que a veces está impregnado de sustancias que repelen el agua, la suela está formada por goma dura, resistente y un taco en el talón. Hoy en día, numerosos borceguíes incorporan soluciones tecnológicas que inicialmente fueron desarrolladas para botas civiles de escalada, tales como paneles laterales de nailon Gore-Tex, que mejoran la ventilación y el confort. Existen modelos especiales para ciertos climas o condiciones del terreno, tales como botas para la selva, botas para el desierto, y botas para climas fríos, como también para usos específicos, bota para operadores de tanque y botas de paracaidistas.